# 贝亚斯
贝亚斯，是西班牙安达卢西亚自治区韦尔瓦省的一个市镇。总面积145平方公里，总人口4130人（2001年），人口密度28人/平方公里。